# Chavarriella dilata
Chavarriella dilata là một loài bướm đêm trong họ Geometridae.